# جان سندرسون
جان سندرسون (انگلیسی: John Sanderson؛ زادهٔ ۴ نوامبر ۱۹۴۰) سیاست‌مدار اهل استرالیا است. وی برندهٔ جوایزی همچون نشان استرالیا شده‌است.